# Run for You
Run for You è un brano musicale della boy band giapponese KAT-TUN, estratto come quarto singolo dall'album Chain. È stato pubblicato il 3 agosto 2011 ed è il sedicesimo singolo consecutivo del gruppo ad arrivare alla prima posizione della classifica Oricon dei singoli più venduti in Giappone. Il singolo è stato certificato disco d'oro dalla RIAJ per aver venduto 179 296 copie. Il brano Run For You è stato utilizzato come accompagnamento per gli spot pubblicitari televisivi giapponesi della Suzuki, mentre il lato B Cosmic Child per le pubblicità della Wacoal. Diamond è invece stato utilizzato per promuovere Dramatic Game 1844.

## Tracce
Regular Edition First Press
1. Run For You
2. Cosmic Child
3. Diamond
4. & Forever

Regular Edition
1. Run For You
2. Cosmic Child
3. Diamond
4. Sweet Chain

## Classifiche
| Classifica (2011)                        | Posizione più alta |
| ---------------------------------------- | ------------------ |
| Giappone (Classifica settimanale Oricon) | 1                  |
| Giappone (Billboard Japan Hot 100)       | 1                  |